# Jean Armand de Maillé-Brézé
Jean Armand de Maillé (Milly, 18 d'octubre de 1619 - Orbetello, 14 de juny de 1646), marquès de Brézé, duc de Fronsac, fou un almirall francès del segle xvii, que va dirigir la marina francesa de la Mediterrània occidental.

## Infància i joventut
Fill d'Urbain de Maillé, marquès de Brézé, mariscal de França, virrei de Catalunya i nebot del Cardenal Richelieu per part de mare, Nicole du Plessis, va servir a la marina als quinze anys.
Com li permetia la categoria familiar, va dirigir un regiment d'infanteria a la guerra de Flandes amb el grau de coronel, i el 1636, Richelieu li va donar el títol de gran mestre de la navegació, substituint el 1637 a Henri d'Escoubleau de Sourdis al front de l'estol de ponent.

## La Guerra dels Trenta Anys
Nomenat el 1639 general de galeres, va operar al Mediterrani durant la Guerra dels Trenta Anys, participant el 1640 a la batalla de Cadis. L'any següent fou l'ambaixador francès al Regne de Portugal, revoltat contra els Habsburg.

## La guerra dels Segadors
El 1642, salpa amb vint vaixells de Brest i arriba a Barcelona, el 25 de maig on va reunir un estol de 41 galions, 17 galeres i 13 brulots. El 30 de juny, es va lliurar la batalla naval de Tarragona, que va acabar amb la retirada espanyola de l'estol de García Álvarez de Toledo y Mendoza. Unes setmanes després, la segona batalla naval de Tarragona va acabar amb la retirada francesa fins a Barcelona enfront del mateix almirall espanyol, que havia aconseguit reforços. Va assegurar la costa nord de Catalunya i va impedir que arribessin reforços castellans al Rosselló i l'Empordà, que van ser conquerits.
Per la victòria a la batalla naval de Cartagena el 3 de setembre de 1643 la flota espanyola del Mediterrani va ser destruïda i França va dominar les costes occidentals. Després de la campanya de 1646 a Tarragona, la guerra el va dur a Itàlia, on el Cardenal Mazzarino volia caçar els espanyols, i on va obtenir una victòria que li va costar la mort a la batalla d'Orbetello, el 14 de juny de 1646.

## Reconeixement
La marina francesa el 1930 va batejar un destructor amb 46 canons «Maille Brézé» al seu honor. Aquest vaixell va enfonsar al començament de la Segona Guerra Mundial. El 1954 un nou escortador, va rebre el nom D627 Maille-Brézé. Aquest va ser desarmat el 1988 i va ser transformat en vaixell museu, amarrat al port de Nantes.